# 만주점박이꽃무지
만주점박이꽃무지는 꽃무지족에 속한 꽃무지의 일종이다. 꽃에 모여들기도 하고, 나무의 수액에 모여들기도 한다. 몸은 길이 22~28mm, 폭 13~15mm로 연한 녹색이며, 털이나 점각이 없이 매끄럽고 광택이 매우 강하다. 딱지날개에는 몇 개의 흰색 작은 무늬가 있다. 한반도 전역에서 볼 수 있다. 세계적으로는 중국, 러시아 등지에 분포한다.

## 같이 보기
- 점박이꽃무지
- 흰점박이꽃무지
- 아무르점박이꽃무지